# Merionoeda nigriceps
Merionoeda nigriceps är en skalbaggsart som först beskrevs av White 1855.  Merionoeda nigriceps ingår i släktet Merionoeda och familjen långhorningar.
Artens utbredningsområde är Burma. Inga underarter finns listade i Catalogue of Life.